# Llista de monuments d'Aiguamúrcia
Llista de monuments d'Aiguamúrcia inclosos en l'Inventari del Patrimoni Arquitectònic Català per al municipi d'Aiguamúrcia (Alt Camp). Inclou els inscrits en el Registre de Béns Culturals d'Interès Nacional (BCIN) amb la classificació de monuments històrics, els Béns Culturals d'Interès Local (BCIL) de caràcter immoble i la resta de béns arquitectònics integrants del patrimoni cultural català.
| Monument                                                            | Protecció    | Estil/època                           | Localització                                                                      | Coordenades                                          | Codi?         | Imatge |
| ------------------------------------------------------------------- | ------------ | ------------------------------------- | --------------------------------------------------------------------------------- | ---------------------------------------------------- | ------------- | --- |
| Monestir de Santes Creus, Monestir de Santa Maria de Santes Creus   | BCIN 4-MH-EN | Romànic, gòtic, barroc XII-XVIII      | Aiguamúrcia Pl. Jaume el Just, 6-7, Santes Creus                                  | 41° 20′ 47″ N, 1° 21′ 51″ E / 41.346261°N,1.364246°E | RI-51-0000196 | Monestir de Santes Creus (Aiguamúrcia) · Vegeu més fotos d'aquest monument · Carregueu una nova foto d'aquest monument                          |
| Castell de l'Albà                                                   | BCIN 453-MH  | Romànic XI                            | Aiguamúrcia A l'esquerra del riu Gaià entre el Montmell i Santes Creus            | 41° 21′ 00″ N, 1° 25′ 38″ E / 41.349924°N,1.427149°E | RI-51-0006548 | Castell de l'Albà (Aiguamúrcia) · Vegeu més fotos d'aquest monument · Carregueu una nova foto d'aquest monument                                 |
| Castell de Selma                                                    | BCIN 723-MH  | Romànic Medieval                      | Aiguamúrcia Al vessant sud-est del puig de les Forques                            | 41° 22′ 01″ N, 1° 27′ 43″ E / 41.367035°N,1.461822°E | RI-51-0006547 | Castell de Selma (Aiguamúrcia) · Vegeu més fotos d'aquest monument · Carregueu una nova foto d'aquest monument                                  |
| Castell de Ramonet                                                  | BCIN 1346-MH | Romànic XII                           | Aiguamúrcia Entre l'encreuament de la ctra. TV-2441 i la ctra. a Querol           | 41° 23′ 56″ N, 1° 24′ 46″ E / 41.398974°N,1.412849°E | RI-51-0006693 | Carregueu una nova foto d'aquest monument |
| Creu de terme d'Aiguamúrcia                                         | BCIN 4125-MH | Gòtic XIV, XVII                       | Aiguamúrcia A l'entrada del nucli urbà de Santes Creus                            | 41° 21′ 00″ N, 1° 21′ 42″ E / 41.349928°N,1.36165°E  | IPA-2227      | Creu de terme d'Aiguamúrcia · Vegeu més fotos d'aquest monument · Carregueu una nova foto d'aquest monument                                     |
| Celler del Sindicat Agrícola d'Aiguamúrcia                          | BCIL 2009    | Noucentisme Cèsar Martinell XX (1919) | Aiguamúrcia Ctra. a Santes Creus                                                  | 41° 19′ 50″ N, 1° 21′ 34″ E / 41.33049°N,1.35931°E   | IPA-1999      | Celler del Sindicat Agrícola d'Aiguamúrcia · Vegeu més fotos d'aquest monument · Carregueu una nova foto d'aquest monument                      |
| Església de Santa Maria de Cal Canonge                              |              | Neoclassicisme XIX                    | Aiguamúrcia Cal Canonge                                                           | 41° 20′ 25″ N, 1° 24′ 13″ E / 41.34016°N,1.40363°E   | IPA-2000      | Església de Santa Maria de Cal Canonge (Aiguamúrcia) · Vegeu més fotos d'aquest monument · Carregueu una nova foto d'aquest monument            |
| Parròquia de Santa Maria                                            |              | Obra popular XX                       | Aiguamúrcia Pl. de l'Església                                                     | 41° 19′ 45″ N, 1° 21′ 30″ E / 41.32903°N,1.35835°E   | IPA-2001      | Parròquia de Santa Maria (Aiguamúrcia) · Vegeu més fotos d'aquest monument · Carregueu una nova foto d'aquest monument                          |
| Celler de la Cooperativa Agrícola de Santes Creus                   | BCIL 2009    | Noucentisme Cèsar Martinell XX (1921) | Aiguamúrcia C. Pau Casals, 17                                                     | 41° 20′ 55″ N, 1° 21′ 44″ E / 41.34858°N,1.36217°E   | IPA-2002      | Celler de la Cooperativa Agrícola de Santes Creus (Aiguamúrcia) · Vegeu més fotos d'aquest monument · Carregueu una nova foto d'aquest monument |
| Església parroquial de Sant Pere                                    |              | Romànic, neoclassicisme XII, XIX      | Aiguamúrcia Les Destres                                                           | 41° 20′ 18″ N, 1° 22′ 46″ E / 41.338274°N,1.379348°E | IPA-2081      | Església parroquial de Sant Pere (Aiguamúrcia) · Vegeu més fotos d'aquest monument · Carregueu una nova foto d'aquest monument                  |
| Mas d'en Palau                                                      |              | Obra popular XV                       | Aiguamúrcia Mas Barrat                                                            | 41° 20′ 05″ N, 1° 24′ 27″ E / 41.33477°N,1.40752°E   | IPA-2082      | Carregueu una nova foto d'aquest monument |
| Mas Rubió                                                           |              | Obra popular Medieval                 | Aiguamúrcia Mas Barrat                                                            | 41° 20′ 43″ N, 1° 23′ 16″ E / 41.34539°N,1.38789°E   | IPA-2083      | Mas Rubió (Aiguamúrcia) · Vegeu més fotos d'aquest monument · Carregueu una nova foto d'aquest monument                                         |
| Absis i murs de l'antiga capella de Sant Miquel, ermita Sant Miquel | BCIL 2009    | Romànic XII                           | Aiguamúrcia El Pla de Manlleu                                                     | 41° 21′ 52″ N, 1° 29′ 39″ E / 41.36448°N,1.49405°E   | IPA-2084      | Absis i murs de l'antiga capella de Sant Miquel (Aiguamúrcia) · Vegeu més fotos d'aquest monument · Carregueu una nova foto d'aquest monument   |
| Cal Magre                                                           |              | Obra popular Medieval                 | Aiguamúrcia Ctra. de les Pobles                                                   | 41° 20′ 58″ N, 1° 23′ 14″ E / 41.34936°N,1.38726°E   | IPA-2085      | Carregueu una nova foto d'aquest monument |
| Església de Santa Maria de les Pobles                               |              | Noucentisme XX (1920)                 | Aiguamúrcia Pl. de les Pobles                                                     | 41° 21′ 38″ N, 1° 24′ 08″ E / 41.360439°N,1.402090°E | IPA-2086      | Església de Santa Maria de les Pobles (Aiguamúrcia) · Vegeu més fotos d'aquest monument · Carregueu una nova foto d'aquest monument             |
| Pont de pedra de Santes Creus                                       |              | Medieval                              | Aiguamúrcia Santes Creus                                                          | 41° 20′ 59″ N, 1° 21′ 43″ E / 41.34978°N,1.36188°E   | IPA-2119      | Pont de pedra de Santes Creus (Aiguamúrcia) · Vegeu més fotos d'aquest monument · Carregueu una nova foto d'aquest monument                     |
| Les Sis Fonts                                                       |              | XX                                    | Aiguamúrcia Arbreda de Santes Creus                                               | 41° 20′ 51″ N, 1° 21′ 43″ E / 41.34744°N,1.36204°E   | IPA-2226      | Les Sis Fonts (Aiguamúrcia) · Vegeu més fotos d'aquest monument · Carregueu una nova foto d'aquest monument                                     |
| Font de Sant Bernat Calbó                                           |              | XVIII                                 | Aiguamúrcia Santes Creus                                                          | 41° 20′ 47″ N, 1° 21′ 47″ E / 41.34637°N,1.36293°E   | IPA-2228      | Font de Sant Bernat Calbó (Aiguamúrcia) · Vegeu més fotos d'aquest monument · Carregueu una nova foto d'aquest monument                         |
| Molí dels Frares                                                    |              |                                       | Aiguamúrcia Santes Creus                                                          |                                                      | IPA-14530     | Carregueu una nova foto d'aquest monument |
| Molí de la Fàbrega                                                  |              |                                       | Aiguamúrcia Dreta riera Marmellar, Pla de Manlleu                                 | 41° 22′ 26″ N, 1° 29′ 17″ E / 41.373900°N,1.488121°E | IPA-14563     | Molí de la Fàbrega (Aiguamúrcia) · Vegeu més fotos d'aquest monument · Carregueu una nova foto d'aquest monument                                |
| Molí del Pla de Manlleu                                             |              |                                       | Aiguamúrcia Pla de Manlleu                                                        |                                                      | IPA-14564     | Carregueu una nova foto d'aquest monument |
| Torre dels Galls Carnuts                                            | BCIL 2009    | Gòtic Medieval                        | Aiguamúrcia Pista des del pla de Manlleu, passat el mas de la Jaumeta a uns 300 m | 41° 22′ 54″ N, 1° 30′ 42″ E / 41.381736°N,1.511770°E | IPA-30504     | Torre dels Galls Carnuts (Aiguamúrcia) · Vegeu més fotos d'aquest monument · Carregueu una nova foto d'aquest monument                          |
| Casa forta de la Campanera, els Masos de la Fàbrega                 | BCIL 2009    | Gòtic Medieval                        | Aiguamúrcia Pista de Selma, a 2 km del Pla de Manlleu, sobre un puig              | 41° 22′ 04″ N, 1° 28′ 26″ E / 41.367766°N,1.473814°E | IPA-30510     | Casa forta de la Campanera (Aiguamúrcia) · Vegeu més fotos d'aquest monument · Carregueu una nova foto d'aquest monument                        |
| La Masó de Selma, torre i capella de la Masó                        | BCIL 2009    | Gòtic, obra popular Medieval          | Aiguamúrcia Selma                                                                 | 41° 21′ 55″ N, 1° 26′ 52″ E / 41.36535°N,1.4478°E    | IPA-30511     | La Masó de Selma (Aiguamúrcia) · Vegeu més fotos d'aquest monument · Carregueu una nova foto d'aquest monument                                  |
| Torre Romana, Torre de la Guinovarda                                | BCIL 2009    | Medieval                              | Aiguamúrcia Conjunt històric de Selma, nucli el Pla de Manlleu                    | 41° 22′ 01″ N, 1° 27′ 45″ E / 41.367011°N,1.462431°E | IPA-30512     | Carregueu una nova foto d'aquest monument |
| Torre de les Destres                                                |              | Obra popular                          | Aiguamúrcia Dins del nucli de les Destres                                         | 41° 20′ 17″ N, 1° 22′ 45″ E / 41.338177°N,1.379083°E | IPA-30513     | Torre de les Destres (Aiguamúrcia) · Vegeu més fotos d'aquest monument · Carregueu una nova foto d'aquest monument                              |
| Torre Forgell                                                       |              | XIII                                  | Aiguamúrcia Turó de Cal Gatelló                                                   | 41° 23′ 01″ N, 1° 30′ 14″ E / 41.38365°N,1.50393°E   | IPA-30514     | Carregueu una nova foto d'aquest monument |
| Torre Milà, Torre de Milà                                           | BCIL 2009    | XI                                    | Aiguamúrcia Ctra. TV-2443, pista de Can Ferrer a Aiguaviva                        | 41° 21′ 22″ N, 1° 28′ 48″ E / 41.355980°N,1.479864°E | IPA-30515     | Torre Milà (Aiguamúrcia) · Vegeu més fotos d'aquest monument · Carregueu una nova foto d'aquest monument                                        |
| La Fàbrega                                                          |              |                                       | Aiguamúrcia Riba esquerra riera Marmellar, ran ctra. Bonany - Pla de Manlleu      | 41° 21′ 58″ N, 1° 28′ 36″ E / 41.36618°N,1.47669°E   | IPA-30518     | La Fàbrega (Aiguamúrcia) · Vegeu més fotos d'aquest monument · Carregueu una nova foto d'aquest monument                                        |
| El Pou de glaç                                                      |              |                                       | Aiguamúrcia La Masó de Selma                                                      | 41° 21′ 55″ N, 1° 26′ 52″ E / 41.36535°N,1.4478°E    | IPA-37138     | Carregueu una nova foto d'aquest monument |
| El Pou de la neu de Ramonet                                         |              |                                       | Aiguamúrcia                                                                       | 41° 23′ 57″ N, 1° 24′ 46″ E / 41.399072°N,1.412848°E | IPA-37139     | Carregueu una nova foto d'aquest monument |
| El Pou de la neu del Mas Ferran                                     |              | Obra popular                          | Aiguamúrcia Les Ordes                                                             | 41° 23′ 09″ N, 1° 23′ 11″ E / 41.385722°N,1.386383°E | IPA-37145     | Carregueu una nova foto d'aquest monument |
| Barraca I                                                           |              | Obra popular                          | Aiguamúrcia                                                                       |                                                      | IPA-37307     | Carregueu una nova foto d'aquest monument |
| Barraca II                                                          |              | Obra popular                          | Aiguamúrcia                                                                       |                                                      | IPA-37309     | Carregueu una nova foto d'aquest monument |
| Barraca III                                                         |              | Obra popular                          | Aiguamúrcia Camí de Santes Creus al Pont d'Aiguamúrcia                            |                                                      | IPA-37312     | Carregueu una nova foto d'aquest monument |
| Barraca IV                                                          |              | Obra popular                          | Aiguamúrcia Camí de Santes Creus al pont d'Aiguamúrcia                            |                                                      | IPA-37314     | Carregueu una nova foto d'aquest monument |
| Barraca V                                                           |              | Obra popular                          | Aiguamúrcia Camí de Santes Creus al pont d'Aiguamúrica                            |                                                      | IPA-37318     | Carregueu una nova foto d'aquest monument |
| Barraca VI                                                          |              | Obra popular                          | Aiguamúrcia Camí de Santes Creus al pont d'Aiguamúrcia                            |                                                      | IPA-37321     | Carregueu una nova foto d'aquest monument |
| Barraca VII                                                         |              | Obra popular                          | Aiguamúrcia Camí de Santes Creus al pont d'Aiguamúrcia                            |                                                      | IPA-37324     | Carregueu una nova foto d'aquest monument |
| Barraca VIII                                                        |              | Obra popular                          | Aiguamúrcia Camí de Santes Creus al pont d'Aiguamúrcia                            |                                                      | IPA-37325     | Carregueu una nova foto d'aquest monument |
| Barraca IX                                                          |              | Obra popular                          | Aiguamúrcia Camí de Santes Creus al pont d'Aiguamúrcia                            |                                                      | IPA-37328     | Carregueu una nova foto d'aquest monument |
| Barraca XII                                                         |              | Obra popular                          | Aiguamúrcia Camí de Santes Creus al pont d'Aiguamúrcia                            |                                                      | IPA-37338     | Carregueu una nova foto d'aquest monument |
| Barraca XIII                                                        |              | Obra popular                          | Aiguamúrcia Camí del Pla al Pont                                                  |                                                      | IPA-37344     | Carregueu una nova foto d'aquest monument |
| Barraca XIV                                                         |              | Obra popular                          | Aiguamúrcia Camí interior                                                         |                                                      | IPA-37350     | Barraca XIV (Aiguamúrcia) · Vegeu més fotos d'aquest monument · Carregueu una nova foto d'aquest monument                                       |
| Barraca XV                                                          |              | Obra popular                          | Aiguamúrcia Camí interior                                                         |                                                      | IPA-37353     | Carregueu una nova foto d'aquest monument |
| Barraca XVI                                                         |              | Obra popular                          | Aiguamúrcia Camí interior                                                         |                                                      | IPA-37360     | Carregueu una nova foto d'aquest monument |
| Barraca XVII, construcció associada                                 |              | Obra popular                          | Aiguamúrcia                                                                       |                                                      | IPA-37361     | Carregueu una nova foto d'aquest monument |
| Barraca XVIII                                                       |              | Obra popular                          | Aiguamúrcia Camí interior                                                         |                                                      | IPA-37365     | Carregueu una nova foto d'aquest monument |
| Barraca XIX                                                         |              | Obra popular                          | Aiguamúrcia Camí interior                                                         |                                                      | IPA-37368     | Carregueu una nova foto d'aquest monument |
| Barraca XX                                                          |              | Obra popular                          | Aiguamúrcia Camí interior                                                         |                                                      | IPA-37372     | Carregueu una nova foto d'aquest monument |
| Barraca XXI                                                         |              | Obra popular                          | Aiguamúrcia Camí interior                                                         |                                                      | IPA-37375     | Carregueu una nova foto d'aquest monument |
| Barraca XXII                                                        |              | Obra popular                          | Aiguamúrcia Camí del Pla a Santes Creus                                           |                                                      | IPA-37378     | Carregueu una nova foto d'aquest monument |
| Barraca XXIII                                                       |              | Obra popular                          | Aiguamúrcia Camí del pla a Santes Creus                                           |                                                      | IPA-37385     | Carregueu una nova foto d'aquest monument |
| Barraca XXIV                                                        |              | Obra popular                          | Aiguamúrcia Camí del pla a Santes Creus                                           |                                                      | IPA-37388     | Carregueu una nova foto d'aquest monument |
| Barraca XXV                                                         |              | Obra popular                          | Aiguamúrcia Camí del pla a Santes Creus                                           |                                                      | IPA-37391     | Carregueu una nova foto d'aquest monument |
| Barraca XXVI                                                        |              | Obra popular                          | Aiguamúrcia Partida de les Planes                                                 |                                                      | IPA-37445     | Carregueu una nova foto d'aquest monument |
| Barraca XXVII                                                       |              | Obra popular                          | Aiguamúrcia                                                                       |                                                      | IPA-37447     | Carregueu una nova foto d'aquest monument |
| Barraca XXVIII                                                      |              | Obra popular                          | Aiguamúrcia Les Planes de Santes Creus                                            |                                                      | IPA-37449     | Carregueu una nova foto d'aquest monument |
| Barraca XXIX                                                        |              | Obra popular                          | Aiguamúrcia Les Planes de Santes Creus                                            |                                                      | IPA-37451     | Carregueu una nova foto d'aquest monument |
| Barraca XXX                                                         |              | Obra popular                          | Aiguamúrcia Les Planes                                                            |                                                      | IPA-37461     | Carregueu una nova foto d'aquest monument |
| Barraca XXXI                                                        |              | Obra popular                          | Aiguamúrcia                                                                       |                                                      | IPA-37462     | Carregueu una nova foto d'aquest monument |
| Barraca XXXII                                                       |              | Obra popular                          | Aiguamúrcia Partida de les Planes                                                 |                                                      | IPA-37466     | Carregueu una nova foto d'aquest monument |
| Barraca XXXIII                                                      |              | Obra popular                          | Aiguamúrcia Partida de les Planes                                                 |                                                      | IPA-37471     | Carregueu una nova foto d'aquest monument |
| Barraca XXXIV                                                       |              | Obra popular                          | Aiguamúrcia Partida de les Planes                                                 |                                                      | IPA-37473     | Carregueu una nova foto d'aquest monument |
| Barraca XXXV                                                        |              | Obra popular                          | Aiguamúrcia Partida de les Planes                                                 |                                                      | IPA-37476     | Carregueu una nova foto d'aquest monument |
| Barraca XXXVI                                                       |              | Obra popular                          | Aiguamúrcia Partida de les Planes                                                 |                                                      | IPA-37479     | Carregueu una nova foto d'aquest monument |
| Barraca XXXVII                                                      |              | Obra popular                          | Aiguamúrcia Partida de les Planes                                                 |                                                      | IPA-37480     | Carregueu una nova foto d'aquest monument |
| Barraca XXXVIII                                                     |              | Obra popular                          | Aiguamúrcia Partida de les Planes                                                 |                                                      | IPA-37483     | Carregueu una nova foto d'aquest monument |
| Barraca XXXIX                                                       |              | Obra popular                          | Aiguamúrcia                                                                       |                                                      | IPA-37485     | Carregueu una nova foto d'aquest monument |
| Barraca XL                                                          |              | Obra popular                          | Aiguamúrcia Partida de les Planes                                                 |                                                      | IPA-37488     | Carregueu una nova foto d'aquest monument |
| Barraca XLI                                                         |              | Obra popular                          | Aiguamúrcia Partida de les Planes                                                 |                                                      | IPA-37489     | Carregueu una nova foto d'aquest monument |
| Barraca XLII                                                        |              | Obra popular                          | Aiguamúrcia Partida de les Planes                                                 |                                                      | IPA-37490     | Carregueu una nova foto d'aquest monument |
| Barraca XLIII                                                       |              | Obra popular                          | Aiguamúrcia Partida de les Planes                                                 |                                                      | IPA-37492     | Carregueu una nova foto d'aquest monument |
| Barraca XLIV                                                        |              | Obra popular                          | Aiguamúrcia Les Planes de Santes Creus                                            |                                                      | IPA-37493     | Carregueu una nova foto d'aquest monument |
| Barraca XLV                                                         |              | Obra popular                          | Aiguamúrcia Les Planes de Santes Creus                                            |                                                      | IPA-37495     | Carregueu una nova foto d'aquest monument |
| Barraca XLVI                                                        |              | Obra popular                          | Aiguamúrcia Partida de les Planes                                                 |                                                      | IPA-37496     | Carregueu una nova foto d'aquest monument |
| Torre del Perelló                                                   | BCIL 2009    | Obra popular Medieval                 | Aiguamúrcia Albà Vell                                                             | 41° 22′ 31″ N, 1° 28′ 19″ E / 41.375148°N,1.471818°E | IPA-39909     | Torre del Perelló (Aiguamúrcia) · Vegeu més fotos d'aquest monument · Carregueu una nova foto d'aquest monument                                 |
| Nucli històric d'Aiguamúrcia                                        | BCIL 2009    |                                       | Aiguamúrcia                                                                       | 41° 19′ 46″ N, 1° 21′ 31″ E / 41.3294°N,1.3586°E     | IPA-39885     | Nucli històric d'Aiguamúrcia · Vegeu més fotos d'aquest monument · Carregueu una nova foto d'aquest monument                                    |
| Torre de la Quadra de Puigloret                                     | BCIL 2009    | Obra popular Medieval                 | Aiguamúrcia El Pla de Manlleu                                                     | 41° 22′ 05″ N, 1° 30′ 12″ E / 41.368091°N,1.503342°E | IPA-39912     | Torre de la Quadra de Puigloret (Aiguamúrcia) · Vegeu més fotos d'aquest monument · Carregueu una nova foto d'aquest monument                   |
| Ermita de Sant Pere de Gaià                                         | BCIL 2009    | Obra popular Medieval                 | Aiguamúrcia La Ribera del Gaià                                                    | 41° 21′ 44″ N, 1° 21′ 39″ E / 41.362159°N,1.360746°E | IPA-39934     | Carregueu una nova foto d'aquest monument |
| Torre Mateu                                                         | BCIL 2009    | Obra popular Medieval                 | Aiguamúrcia                                                                       | 41° 23′ 43″ N, 1° 23′ 23″ E / 41.395316°N,1.389733°E | IPA-39952     | Carregueu una nova foto d'aquest monument |
| Ermita de Santa Agnès                                               | BCIL 2009    | Obra popular XII                      | Aiguamúrcia                                                                       | 41° 22′ 19″ N, 1° 25′ 57″ E / 41.372053°N,1.432623°E | IPA-39955     | Ermita de Santa Agnès (Aiguamúrcia) · Vegeu més fotos d'aquest monument · Carregueu una nova foto d'aquest monument                             |
| Església de Santa Maria de l'Albà                                   | BCIL 2009    | Romànic X-XIX                         | Aiguamúrcia L'Albà Vell                                                           | 41° 20′ 25″ N, 1° 24′ 13″ E / 41.34026°N,1.40354°E   | IPA-49536     | Carregueu una nova foto d'aquest monument |
| Forn de calç de Can Manilles                                        |              | Obra popular                          | Aiguamúrcia                                                                       |                                                      | IPA-52237     | Carregueu una nova foto d'aquest monument |
| Rajoleria del camí de Can Cortada                                   |              |                                       | Aiguamúrcia Camí de Can Cortada                                                   |                                                      | IPA-52238     | Carregueu una nova foto d'aquest monument |
| Forn de calç del Fondo del Camp Gran 2                              |              | Obra popular                          | Aiguamúrcia Fondo del Camp Gran, l'Albà                                           |                                                      | IPA-52239     | Carregueu una nova foto d'aquest monument |
| Forn de calç del Fondo del Camp Gran 1                              |              | Obra popular                          | Aiguamúrcia Fondo del Camp Gran, l'Albà                                           |                                                      | IPA-52240     | Carregueu una nova foto d'aquest monument |
| Forn de calç de Santa Agnès 1                                       |              | Obra popular                          | Aiguamúrcia                                                                       |                                                      | IPA-52241     | Carregueu una nova foto d'aquest monument |
| Forn de calç de Santa Agnès 2                                       |              | Obra popular                          | Aiguamúrcia                                                                       |                                                      | IPA-52242     | Carregueu una nova foto d'aquest monument |
| Rajoleria de Cal Fondo                                              |              | Obra popular                          | Aiguamúrcia L'Albà                                                                |                                                      | IPA-52243     | Carregueu una nova foto d'aquest monument |